# Loitersdorf (Frontenhausen)
Loitersdorf ist ein Gemeindeteil des Marktes Frontenhausen im niederbayerischen Landkreis Dingolfing-Landau.

## Lage
Das Kirchdorf Loitersdorf liegt im Vilstal am linken Ufer der Vils etwa einen Kilometer nordwestlich von Frontenhausen.

## Geschichte
Die Gründung des Ortes fällt bereits in das 8. oder 9. Jahrhundert. Nach Loitersdorf führte eine lokale Wallfahrt zum Fest der Kreuzauffindung, die durch mehrere noch vorhandene Votivtafeln sowie das Altarbild in der Kirche St. Wolfgang bezeugt ist. 
Loitersdorf gehörte 1752 mit sieben Anwesen zur Obmannschaft Witzl- und Winzersdorf im Amt Frontenhausen des Landgerichtes Teisbach, fünf Anwesen jedoch unterstanden der Hofmark Marklkofen. Nach der Gemeindebildung war es ein Teil der Gemeinde Loizenkirchen und gelangte mit dieser im Zuge der Gebietsreform in Bayern am 1. April 1971 zur Gemeinde Aham, wurde aber am 1. Mai 1978 schließlich dem Markt Frontenhausen angegliedert. Zum Volkszählungsstichtag 25. Mai 1987 hatte Loitersdorf 32 Einwohner.

## Sehenswürdigkeiten
Filialkirche St. Wolfgang. Die Saalkirche mit eingezogenem Chor und Dachreiter stammt aus dem 15. Jahrhundert, das Langhaus aus dem 17. Jahrhundert;.